# Partido Regressista
Partido Regressista é o nome que tomou, durante o período regencial do Brasil, a corrente conservadora que apoiava uma maior centralização do poder, como forma de se combater aquilo que definiam como anarquia, ocorrida durante a segunda regência do Padre Feijó. 
Defendendo o Estado centralizador e autoritário, tinha por principal líder o conservador Bernardo Pereira de Vasconcelos.

## História
O Regresso chegou ao poder em 1837, quando ocorre a renúncia de Feijó e ocupa interinamente a Regência o pernambucano Pedro de Araújo Lima. Um dos primeiros gestos do novo Regente foi o beija-mão no Imperador, então menor de idade, Pedro II.
O Regresso foi uma das causas diretas do levante ocorrido em Salvador, conhecido como Sabinada; contra ele Manuel de Araújo Porto Alegre compusera versos que eram cantados nas ruas e diziam: "Viva o amor! Fora o Regresso!''.
Leis conservadoras revogaram, na prática, as inovações liberais introduzidas no Código de Processo Criminal de 1832 e no Ato Adicional, este último pela chamada Lei Interpretativa do Ato Adicional, de 12 de maio de 1840.
Em julho de 1840 os moderados deram o Golpe da Maioridade, proclamando a capacidade plena do jovem monarca, e derrubando os regressistas do poder. O Partido Moderado foi extinto no mesmo ano e seus membros migraram para o Partido Regressista, que depois virou o Partido Conservador.